# Hans Wilkens
Hans Wilkens (* 13. Juni 1894 in Lauenbruch; † 28. Oktober 1947 in Hamburg-Harburg) war ein deutscher Landschaftsmaler.

## Biographie
Hans Wilkens stammt aus dem preußischen Dorf Lauenbruch bei Harburg an der Elbe. Sein Vater war dort Bürgermeister. 1904 musste der Ort dem Bau des Harburger Seehafens weichen. Die Familie verzog in das Nachbardorf Hamburg-Moorburg an der Süderelbe, wo Hans Wilkens aufwuchs.
Neben seinem Beruf als Außenhandels−Kaufmann betätigte er sich schon frühzeitig als Maler heimatlicher Motive. Aus seiner im Jahre 1924 geschlossenen Ehe mit der aus Dänemark stammenden Anny Buhbe ging eine 1927 geborene Tochter hervor, die heute in Wedel (Holstein) einen Rest-Nachlass verwaltet. Der Maler wurde besonders während seiner letzten Lebensjahre durch den Moorburger Industriellen Karl Ritscher gefördert.

## Künstlerische Entwicklung
Nach kaufmännischer Lehre und Teilnahme am Ersten Weltkrieg erarbeitete sich Wilkens als Autodidakt einen naturalistisch-impressionistisch beeinflussten Malstil, den er besonders in seinen Landschaftsaquarellen weiter entwickelte und technisch verfeinerte. In seinen Arbeiten bevorzugte er ländlich-idyllische Szenerien, vor allem Wiesen und Gewässer, Bauernhäuser und Dorfansichten, aber auch Schiffs- und Hafenmotive.
In den 1930er- und 1940er-Jahren waren seine Werke in seiner engeren und weiteren norddeutschen Heimat populär. Gelegentliche Ausstellungen, zum Beispiel im Kunsthaus Heine in Hannover, trugen zu seiner Bekanntheit bei. Die hannoversche Presse schrieb am 7. Dezember 1935:  „[…] Die Kunst dieses Malers ist aufs engste verwurzelt mit seiner norddeutschen Heimat, deren typische Stimmungsreize er natürlich, wahr und seelenvoll, in einfacher, klarer Zeichnung und mit liebevoller Behandlung des Details wiederzugeben vermag. In seinen zarten, kleinformatigen, motivisch einfachen und ungekünstelten Aquarellen zeigt er ein beachtenswertes technisches Können, das mit den geringen Mitteln der Wasserfarbe große malerische Wirkung erzielt […]“. 
Neben dem Schaffen von Gemälden und Aquarellen widmete sich Wilkens auch der Veröffentlichung von Zeitschriften-Illustrationen. So gestaltete er von 1932 an die Frontseite der monatlich erscheinenden Zeitschrift „Konsumgenossenschaftliches Volksblatt“ (später „Genossenschaftsfamilie“) sowie Beiträge zum „Harburger Kreiskalender“.

## Künstlerfreundschaft
Hans Wilkens war mit dem Maler und Grafiker Georg Sluyterman von Langeweyde befreundet, dessen ideologisch (nazistisch-heroisch) geprägter Malstil ihn jedoch nicht beeinflusste. Wilkens Kunst war weder agitatorisch noch heimattümelnd. Auch während der Zeit des Nationalsozialismus wollte er zuvorderst ländliche Schönheit, Atmosphäre und Harmonie darstellen. 1937 trat Wilkens der NSDAP bei.
Der Maler signierte seine Werke mit „H. Wilkens“. Infolge der Abkürzung des Vornamens werden seine Bilder oft fälschlich dem Berliner Buchillustrator Hugo Wilkens zugeschrieben.

## Ehrung
- Im Jahre 1952 wurde der Wilkensweg in Hamburg-Neugraben nach ihm benannt.